# دانشکده داروسازی زابل
دانشکده داروسازی دانشگاه علوم پزشکی زابل یکی از دانشکده‌های داروسازی ایران وابسته به دانشگاه علوم پزشکی زابل در زابل است.

## تاریخچه
دانشکده داروسازی زابل در سال ۱۳۸۵ بنیانگذاری شد. هم‌اکنون ریاست این دانشکده را عبدالحسین میری برعهده دارد.